# Rhipidomys macconnelli
Rhipidomys macconnelli (de Winton, 1900) è un roditore della famiglia dei Cricetidi diffuso nell'America meridionale.

## Descrizione

### Dimensioni
Roditore di piccole dimensioni, con la lunghezza della testa e del corpo tra 95 e 109 mm, la lunghezza della coda tra 147 e 149 mm, la lunghezza del piede tra 24,5 e 27 mm.

### Aspetto
La pelliccia è lunga e soffice. Le parti dorsali sono marroni scure mentre le parti ventrali variano dal color crema al marrone chiaro. Gli esemplari più giovani sono più scuri e grigiastri degli adulti. Le orecchie sono marroni scure. I piedi sono lunghi e sottili, le piante hanno cuscinetti piccoli e separati tra loro, differentemente dalle altre specie del genere, più specializzate alla vita arboricola. La coda è molto più lunga della testa e del corpo, è sottile, scura sopra e più chiara sotto e termina con un ciuffo di lunghi peli. Il cariotipo è 2n=44 FN=50.

## Biologia

### Comportamento
È una specie prevalentemente terricola, dove forma percorsi tra le rocce e gli alberi.

### Alimentazione
Si nutre di semi.

## Distribuzione e habitat
Questa specie è diffusa sulle pendici dei tepui nel Venezuela e nelle zone confinanti del Brasile e della Guyana.
Vive nelle foreste umide e nella vegetazione bassa circondata da foreste sempreverdi tra 750 e 2.600 metri di altitudine.

## Conservazione
La IUCN Red List, considerato il vasto areale e la popolazione presumibilmente numerosa, classifica R.macconnelli come specie a rischio minimo (Least Concern).